# Kapitsaïta-(Y)
La kapitsaïta-(Y) és un mineral de la classe dels silicats. Rep el nom en honor del físic rus Piotr Leonídovitx Kapitsa (Пётр Леони́дович Капи́ца) (Kronstadt, Imperi Rus, 8 de juliol de 1894 - Moscou, Unió Soviètica, 8 d'abril de 1984). Va rebre nombrosos premis inclòs el Premi Nobel de Física de 1978 pel seu treball en física de baixes temperatures.

## Característiques
La kapitsaïta-(Y) és un silicat de fórmula química (Ba,K,Pb)₄(Y,Ca)₂Si₈(B,Si)₄O28F. Cristal·litza en el sistema triclínic. La seva duresa a l'escala de Mohs és 5,5.
Segons la classificació de Nickel-Strunz, la kapitsaïta-(Y) pertany a «09.CH - Ciclosilicats amb dobles enllaços de 4[Si₄O₁₂]8-» juntament amb els següents minerals: hialotequita, iraqita-(La), steacyita, turkestanita i arapovita.

## Formació i jaciments
Va ser descoberta a la glacera Darai-Pioz, situada a les muntanyes Alai, dins la Serralada Tien Shan, a la Regió sota subordinació republicana (Tadjikistan). Es tracta de l'únic indret de tot el planeta on ha estat descrita aquesta espècie mineral.